# Muurganzenvoet
Muurganzenvoet (Chenopodiastrum murale, basioniem:Chenopodium murale) is een eenjarige plant uit de amarantenfamilie (Amaranthaceae). De soort komt van nature voor in Europa, Azië en Noord-Afrika en heeft zich van daaruit over de hele wereld verspreid, vooral naar tropische en subtropische gebieden. De muurganzenvoet staat op de Vlaamse Rode Lijst als bedreigd. De plant heeft 2n = 18 chromosomen.
De plant kan 15-45 cm hoog worden. De drielobbige, meestal driehoekig-ruitvormige bladeren hebben, behalve de jonge, geen melige beharing. De bladrand is onregelmatig spits getand en de bladvoet versmald of wigvormig.
De bloemen van de muurganzenvoet zitten in groene, melig behaarde bloemkluwens, die in ook melig behaarde pluimen zitten. De bloeitijd is van juli tot in oktober.
De doffe vruchtwand omsluit het eenzadig nootje zeer stevig. Op de vruchtwand zit melige beharing. Het tot 1,6 mm grote zaad heeft rondom een scherpe richel en op de enigszins glanzende zaadhuid zitten talrijke ondiepe putjes.

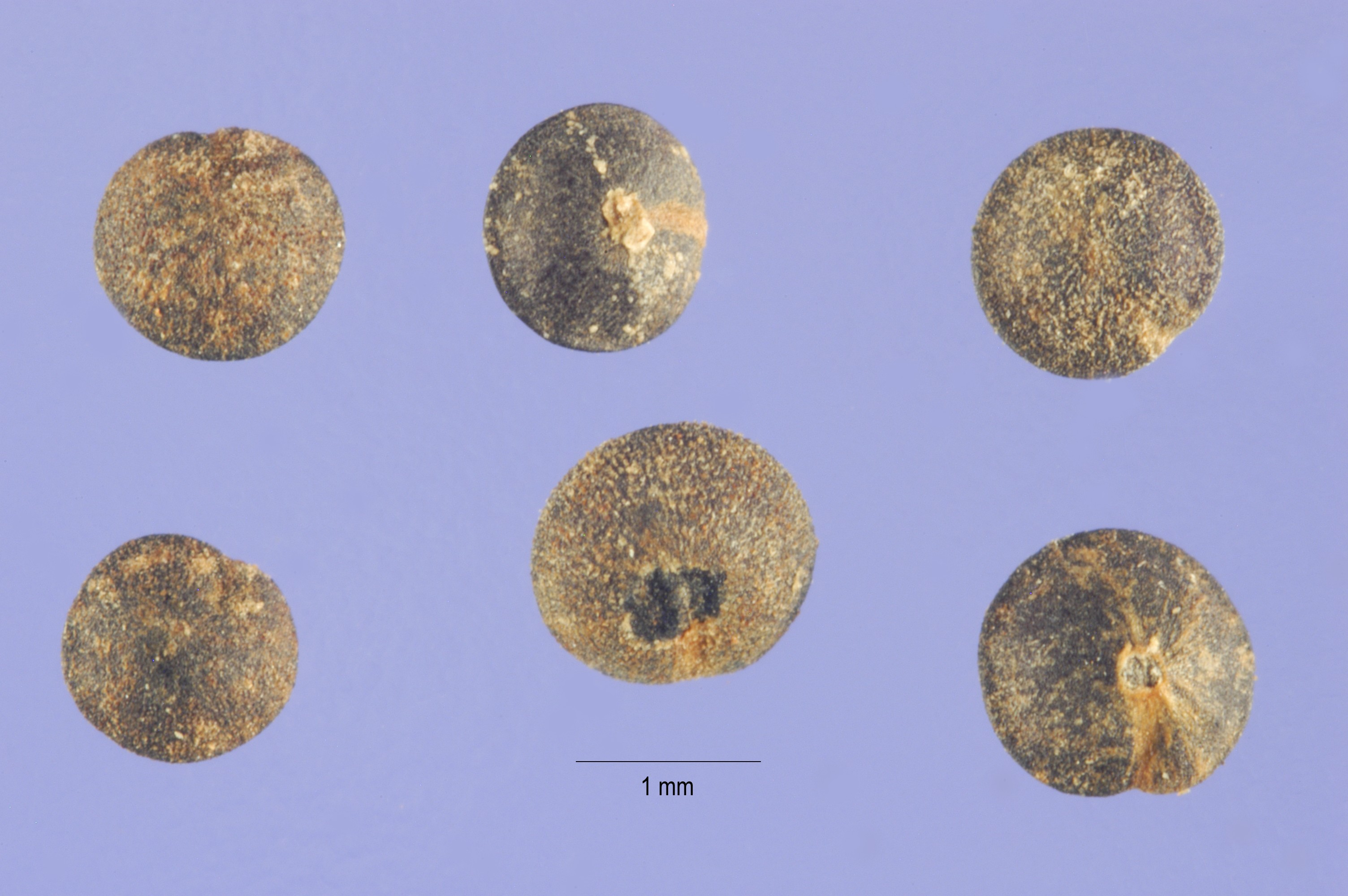
Zaden

De muurganzenvoet komt vooral voor in de duinstreek op droge, stikstofrijke, zandige of stenige omgewerkte grond en aan de randen van tuinen en akkerland.

## Namen in andere talen
- Duits: Mauer-Gänsefuß
- Engels: Nettle-leaved Goosefoot
- Frans: Chénopode des murs